# Сунчеве пеге (музичка група)
Сунчеве пеге били су југословенска и српска поп рок музичка група. Основао ју је Бранко Пражић 1982. године у Новом Саду.

## Биографија
Након рок састава Цврчак и мрави, Бранко Пражић оснива групу Сунчеве пеге.
Сунчеве пеге су биле типичан представник југословенског поп правца, као Нови фосили из Загреба, Аске из Београда, Група 777 из Ријеке или Пепел ин кри из Љубљане. У периоду од 1982. - 1992. године, учествовали су на свим фестивалима бивше Југославије. Круна тог периода је ЛП плоча објављена 1988. године.

## Фестивали
Ваш шлагер сезоне, Сарајево:
- Причај о нама, '83

Опатија:
- Момци су хладни, '82
- Дама и боем, Нови Сад '83
- Мени добар је, '84
- Кад' си био мој, '85

Сплит:
- Кад' ме љубиш, '82

Загреб:
- Буди мало слична мени, '86

Југословенски избор за Евросонг:
- Ноћ је створена за плес, Љубљана '82
- Ти си немогућ, Нови Сад '83
- Емануела, Скопље '84
- Заборави све, шесто место, Љубљана '88
- Viva rock'n'roll, шеснаесто место, Београд '92